# Llanyrafon
Llanyrafon est une communauté du borough de comté de la Torfaen, au pays de Galles. Il s'agit d'une banlieue de Cwmbran située à l'est du centre-ville et au sud de Croesyceiliog.

## Démographie
Au recensement de 2011, la communauté de Llanyrafon comptait 3 239 habitants.